# Didier Christmann
Pour les articles homonymes, voir Christmann et Brett.
Didier Christmann, signant parfois Brett, est un journaliste français, né le 23 janvier 1952. Il est également connu en tant que scénariste de bandes dessinées pour la série Achille Talon.

## Biographie
Il a commencé sa carrière comme journaliste localier dans l'édition des Yvelines du Parisien Libéré, puis a été nommé chef d'agence à Saint-Germain-en-Laye, avant de devenir chef de service de l'édition parisienne. 
Il a ensuite occupé le poste de critique cinéma du Parisien avant d'être nommé rédacteur en chef du quotidien, métier qu'il a quitté au début des années 1990 pour l'édition de bande dessinée en tant que directeur éditorial chez Dargaud jusqu'en 1999. À ce poste, il a participé à la relance de la série Blake et Mortimer après le décès de Edgar P. Jacobs. 
Il crée, fonde et dirige ensuite en 2002 le mensuel Vivre plus, après avoir été rédacteur en chef de l'hebdomadaire Réponses à tout. Il est aussi photographe et expose dans diverses galeries, tant en Angleterre qu'en Belgique. Continuant des collaborations scénaristiques, il quitte la région parisienne en 2013 et décide de s'installer dans le Périgord. 
Il signe de nombreux ouvrages, dont un avec l'élficologue Pierre Dubois, sous le nom de Brett, pseudonyme qu'il utilise lors de nombreuses collaborations.

## Œuvres

### Bande dessinée
- Achille Talon (scénario sous le nom « Brett »), avec Roger Widenlocher (dessin), Dargaud :

44. Tout va bien !, 2000  (ISBN 2205049143).
46. Le Monde merveilleux du journal Polite (coscénarisé avec Herlé), 2004  (ISBN 2205049593).

### Ouvrage illustrée
- Encyclopédie de féerie : Lettre A (texte sous le nom « Brett »), avec Pierre Dubois (texte) et Mohamed Aouamri (illustration), Dargaud, 2009  (ISBN 9782205056815)[2].